# Marcus Sabinius Fuscus
Marcus Sabinius Fuscus war ein im 1. Jahrhundert n. Chr. lebender Angehöriger des römischen Ritterstandes (Eques). In der Inschrift wird sein Name als Sabinus Fuscus angegeben.
Durch eine Inschrift, die bei Luxor gefunden wurde und die auf den 9. März 81 datiert ist sowie durch ein Militärdiplom, das auf den 9. Juni 83 datiert ist, ist belegt, dass Fuscus von 81 bis 83 Präfekt der Cohors I Hispanorum equitata war, die zu diesem Zeitpunkt in der Provinz Aegyptus stationiert war.